# Olga Rewińska
Olga Rewińska z domu Nowicka (ur. 29 września 1923 we Lwowie, zm. 26 kwietnia 2019) – polska polityk, posłanka na Sejm PRL VIII kadencji.

## Życiorys
Od 1946 działała w Polskiej Partii Socjalistycznej, następnie od 1948 w Polskiej Zjednoczonej Partii Robotniczej. Uzyskała wykształcenie średnie ogólnokształcące. Od 1977 była przewodniczącą zarządu głównego Związku Zawodowego Pracowników Handlu i Spółdzielczości. Zasiadała w prezydium Krajowej Rady Kobiet Polskich i w Naczelnej Radzie Spółdzielczej. Była także wiceprzewodniczącą rady „Społem” CZSS, przewodniczącą Komitetu Spółdzielczyń przy Centralnym Związku Spółdzielni Spożywców „Społem”, członkinią rady Centralnego Związku Spółdzielni Rolniczych „Samopomoc Chłopska”, a także członkinią prezydium Komitetu Pokoju. W latach 1980–1985 pełniła mandat posłanki na Sejm PRL VIII kadencji z okręgu Zielona Góra. Zasiadała w Komisji Handlu Wewnętrznego, Drobnej Wytwórczości i Usług, Komisji Pracy i Spraw Socjalnych, Komisji Nadzwyczajnej do rozpatrzenia projektu ustawy o Spółdzielniach i ich Związkach, Komisji Polityki Społecznej, Zdrowia i Kultury Fizycznej oraz w Komisji Rynku Wewnętrznego, Drobnej Wytwórczości i Usług.
Pochowana na Cmentarzu Wojskowym na Powązkach (kwatera B32-13-15).

## Odznaczenia
- Order Sztandaru Pracy II klasy
- Krzyż Komandorski Orderu Odrodzenia Polski
- Krzyż Oficerski Orderu Odrodzenia Polski
- Złoty Krzyż Zasługi
- Srebrny Krzyż Zasługi